# Talibà

Bandera dels talibans amb la xahada

Talibà és un mot d'origen paixtu (طالبان, ṭālibān, plural en paixtu de l'àrab طالب, ṭālib) que significa «estudiant», referint-se específicament en aquest cas a un «estudiant de religió». Aquest mot fou adoptat per autodesignar un moviment fonamentalista musulmà que instaurà l'anomenat règim talibà o dels talibans a l'Afganistan entre els anys 1996 i 2001. A l'agost del 2021, i després de la retirada de les tropes dels EUA, van tornar a prendre control del país.
El moviment va ser fundat l'agost de 1994 pel mul·là Mohammad Omar a la ciutat de Kandahar, reunint en el seu si diverses faccions de mujahidins que lluitaven en la guerra civil consegüent a la guerra afganosoviètica de la dècada de 1980. El règim dels talibans va imposar una interpretació extrema de l'islam, que relegava les dones a l'estatus més subaltern, perseguia amb el terror la dissidència i cercava d'anihilar qualsevol manifestació o símbol no musulmà.
Malgrat perdre el poder arran de la intervenció militar internacional successiva als fets de l'11 de setembre del 2001, els talibans no van deixar les armes. De mica en mica es van anar reorganitzant, refugiant-se en les zones frontereres amb el Pakistan i passant d'un país a l'altre. A partir del 2006, la intensitat i l'eficàcia dels seus atacs es van incrementar sensiblement.
Alhora, el conflicte s'estenia en zones del territori pakistanès; el 18 de febrer del 2009, el president Asif Ali Zardari va signar un tractat amb els talibans permetent-los d'instaurar llur visió estricta de la xaria en certes valls del nord del Pakistan, a canvi del cessament dels atacs contra les forces governamentals. Malgrat això, tant les confrontacions directes amb l'exèrcit com l'activitat terrorista van continuar intensificant-se també en aquest país.

## Orígens
En el decurs de la guerra amb l'URSS, durant les primeries dels anys 80, la CIA (amb l'operació Cicló) i l'ISI (els serveis d'intel·ligència del Pakistan) van proporcionar armes i ajut econòmic i logístic als resistents afganesos. Els ISI, a més, van recolzar l'enrolament de musulmans radicals d'arreu del món per a lluitar contra els soviètics; Ossama bin Laden ja va ser aleshores un personatge clau d'aquest procés en tant que organitzador de camps d'entrenament per als voluntaris musulmans estrangers. Durant la guerra, molts joves afganesos es van refugiar al Pakistan i van ser educats en madrasses fortament influenciades pel moviment fonamentalista Deobandi, una escola de pensament apareguda a l'Índia sota el domini britànic, que predica el retorn a "un islam pur tal com era en els temps del Profeta" i que té fortes connotacions antioccidentals.
El 1989, amb la retirada de les tropes soviètiques, es va formar una coalició governamental reunint tadjiks, uzbeks, hazars i altres grups ètnics minoritaris que va deixar de banda els paixtus, l'ètnia majoritària afganesa que havia gaudit tradicionalment del poder. Aquest fet originà una guerra civil entre el govern central i diversos "senyors de la guerra" d'aquesta ètnia.
Dins d'aquest context polític i ideològic, va anar prenent forma el moviment dels talibans. La versió oficial diu que allò que originà llur creació va ser la violació i l'assassinat de nois i noies prop Kandahar per bandits mujahidins, acte que va fer prometre al Mul·là Omar i als seus estudiants de deslliurar l'Afganistan d'aquests criminals.

## Ideologia
La ideologia de talibans no era estàtica; al contrari dels altres senyors de la guerra, que proposaven crear un Estat religiós per millorar els costums i comportaments, els talibans pretenien islamitzar primer els costums, la justícia i els éssers humans. Per a ells, la forma d'Estat no tenia importància a condició que es respectés la llei divina. I sols aquells que l'havien estudiada, és a dir, ells mateixos, reunien les condicions d'explicar-la i d'assegurar-ne el respecte. És per això que durant els primers anys van declarar que no volien el poder polític. És també per això que atribuïen tanta importància a tot el que fa la vida quotidiana, ja sigui pública o privada, que volien regida per un nou "ordre moral". Aquest ordre moral consistia bàsicament en una combinació entre el codi tribal tradicional paixtu, el paixtuwal·li, i la xaria. Però s'hi barrejaven també les interpretacions radicals de l'islam introduïdes per pakistanesos eixits de l'àmbit del moviment Jamiat Ulema-e-Islam, així com nocions wahhabites (vehiculades pels voluntaris provinents de l'Aràbia Saudita), gihadistes i panislamistes.
Aquesta barreja va originar una ideologia extremadament estricta caracteritzada per la voluntat de retorn a la puresa de la religió, implicant una actitud d'aferrissada "antimodernitat" i de lluita ideològica contra la majoria d'altres faccions de mujahidins antisoviètics, més influïts per la tolerància i el misticisme del sufisme. Així mateix, van considerar que els xiïtes (confessió a la qual pertany la minoria hazara) "no eren bons musulmans" declarant-los fins i tot apòstates.

## Història

### Presa del poder

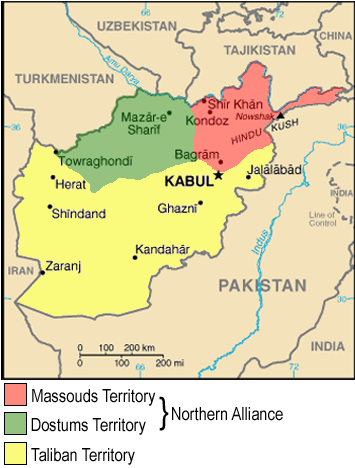
L'Afganistan l'any 1996

Després de la seva aparició a l'escena afganesa el mes d'octubre del 1994, en pocs mesos els talibans ja controlaven la meitat sud del país. Al començament, aquest moviment es van distingir d'entre les diverses faccions guerreres lliurant la imatge d'una nova força al servei de la pau i de la unitat, fent que molts afganesos, sobretot els paixtus, el recolzessin amb l'esperança de trobar un respir després de tants anys de guerra. El febrer del 1995 es trobaven als afores de Kabul i a un centenar de quilòmetres d'Herat. Tot continuant el setge de la capital, a base d'atacs i de retirades successives, al llarg del 1996 van conquerir l'est i després el centre del país, per acabar emparant-se de Kabul el 27 de setembre.
Les tropes governamentals van fugir, diversos dirigents van exiliar-se a l'estranger i les faccions antitalibans restants van refugiar-se al nord del país. Muhammad Najibullah, l'últim president del país sostingut pels soviètics, i el seu germà Shahpur Ahmadzai, cap de la seguretat, que s'havien refugiat al recinte de les Nacions Unides, van ser arrossegats fora dels locals pels talibans, apallissats, afusellats i penjats públicament.

### Instauració del règim
Abans de la presa de Kabul, els talibans parlaven de dimitir així que hi hagués un govern de "bons musulmans" capaç de restaurar la llei i l'ordre. Un cop al poder, però, el mul·là Omar, amb l'acord dels seus partidaris, va esdevenir l'autoritat suprema amb el títol de Comanador dels Creients, capaç de prendre decisions sense que s'haguessin de discutir.
Amb la instauració del nou règim, la zona del país sota control talibà va viure un relatiu període d'estabilitat (la guerra continuava en les altres regions), però igualment va estar immediatament sotmesa a un nou sistema de vida molt repressiu: així que van instal·lar-se al poder, els talibans van crear un servei governamental anomenat Ministeri per a la prescripció del que està bé i la prohibició del que està malament per a instaurar llur ordre moral, que va implantar de manera generalitzada la intolerància i el no respecte dels drets individuals.
Les dones en van patir d'una manera específica: entre altres fets, es van tancar les escoles per a noies, se'ls va prohibir l'accés als hospitals i també la possibilitat de treballar fora de casa seva. En conseqüència, els hospitals van perdre l'essencial del seu personal i els nens dels orfenats van quedar abandonats. En un país on centenars de milers d'homes havien mort a la guerra, les vídues es van trobar amb la impossibilitat de treballar, encara que representessin l'única font d'ingressos de la família.
Malgrat aquests tipus de comportament, fins a l'any 1998, l'ONU i un cert nombre d'altres països, entre els quals els Estats Units, van intentar mantenir un diàleg diplomàtic amb els talibans amb l'esperança d'aportar la pau a la regió. Amb això, només tres països van reconèixer el nou Estat, batejat l'Emirat Islàmic de l'Afganistan: l'Aràbia Saudita, el Pakistan i els Emirats Àrabs Units.

### Institucionalització de la repressió
Les noves lleis i reglaments es promulgaven via Ràdio Kabul i pel carrer amb camions equipats d'altaveus. Entre altres regles, es va prohibir el consum d'alcohol, els homes van ser obligats de deixar-se créixer la barba, segons el costum de l'islam tradicionalista, i se'ls reunia per fustigar-los i obligar-los a tornar a pregar a les mesquites. L'homicidi, l'homosexualitat, l'adulteri i el tràfic de drogues eren castigats amb la pena de mort pública, i el robatori amb l'amputació d'una mà.

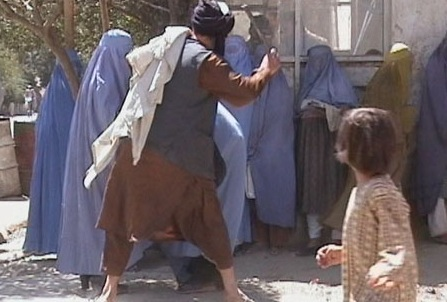
Talibans apallissant dones al carrer. Extracte d'una filmació de la Revolutionary Association of the Women of Afghanistan, visible [http://www.rawa.us/movies/beating.mpg aquí

Les dones s'havien de tapar de cap a peus sota un cert vestit tradicional, el txadri o burca afganesa, que té com a única obertura un rectangle enreixat al nivell dels ulls; les que no es vestien convenientment eren apallissades. S'autoritzava igualment la lapidació de les dones acompanyades d'un home amb el qual no tinguessin cap relació de parentiu.

### Cultura
La majoria de possibilitats de lleure es van reduir sensiblement i, sobretot, tot allò que fes referència a la cultura occidental estava estrictament prohibit. Es va proscriure la música i prohibir la visualització d'imatges (es van tancar els cinemes, cremar les pel·lícules, prohibir l'ús de la televisió, dels aparells fotogràfics i fins i tot de guardar fotos de família). També es van prohibir diversos esports, com per exemple la boxa.
Amb l'afany d'esborrar qualsevol rastre cultural no musulmà, el 2001 el mul·là Omar va ordenar la destrucció dels budes de Bamian, estàtues gegantines antigues de gairebé 1500 anys i declarades Patrimoni Cultural de la Humanitat per la UNESCO, fet que va suscitar vives reaccions internacionals.

### Economia
La pau relativa d'aquest període no va permetre el desenvolupament econòmic a l'Afganistan. Entre els anys 1996 i 1998 el règim talibà va intentar sense èxit impulsar la construcció de nous oleoductes i gasoductes.

#### L'opi
L'any 2000 es va prohibir el conreu de l'opi, que a causa de la guerra s'havia convertit en el primer producte d'exportació del país (aquell any encara se'n van produir 3.276 tones). Tot i així, a les zones controlades pels talibans va mantenir-se una feble producció (aproximadament unes 35 tones el 2001, segons el Programa de les Nacions Unides pel control internacional de les drogues).

### La resistència
La victòria ràpida dels talibans a Kabul els va permetre avançar fins a les muntanyes del nord del país on s'havien refugiat les diverses faccions de mujahidins contràries al règim. Aquesta resistència intentava organitzar-se mal-que-bé dins de l'anomenada Aliança del Nord, encapçalada principalment pel comandant tadjic Ahmad Shah Massud i pel general uzbek Abdul Rashid Dostum.
A començaments de l'any 1997, els enfrontaments esporàdics entre talibans i faccions del nord, armades pels russos i els iranians, va acabar formant una línia de front estable, però va empènyer milers de civils a refugiar-se en els camps organitzats per l'ONU a l'exterior d'Herat.
Al mes de maig d'aquest any, els talibans va intentar conquerir Mazar-e Sharif, feu del general Dostum. Un dels aliats d'aquest darrer, el general Abdul Màlik, el va trair i es va aliar amb els talibans, fet que va provocar la fugida de Dostum cap a l'Uzbekistan. Gràcies a aquesta aliança, els talibans obtingueren la ciutat, però llur actitud hostil envers els xiïtes va provocar friccions amb les milícies hazares que van desembocar en una intensa batalla en plena ciutat. Els talibans van ser vençuts i 3000 van ser capturats i executats. El mes d'agost de l'any següent, però, van contraatacar i aquest cop van obtenir la victòria i van ser ells els qui van matar entre 4000 i 5000 civils (sobretot hazares).
Gràcies a la presa de Mazar-e Sharif i de la seva regió, els talibans controlaven aleshores el 90% del país. I amb la fugida de la majoria de caps de la resistència, tan sols quedava com a líder important de l'Aliança del Nord el comandant Massud, que des del seu territori del Panxir, a l'extrem nord-est del país, llençava ofensives d'estil guerriller.
El mateix mes d'agost del 1998, es produïren els atemptats contra les ambaixades estatunidenques de Kenya i Tanzània, l'autoria dels quals es va atribuir a Ossama bin Laden, que es trobava a l'Afganistan on havia instal·lat bases d'entrenament per als combatents jihadistes. Els talibans van negar-se a extradir el presumpte terrorista, fet que provocà el bombardeig de les bases d'al-Qaida per part dels Estats Units, la ruptura de relacions diplomàtiques amb nombrosos països i la imposició de sancions per part del Consell de Seguretat de l'ONU l'any següent.

### La desfeta del règim

Roda de premsa dels talibans al Pakistan on declaren que no lliuraran Ossama bin Laden sense proves (2001)

El règim va mantenir-se així aïllat de la resta del món fins al mes de setembre del 2001. El dia 9, Massud va ser assassinat en un atemptat suïcida. La mort del cap emblemàtic de la resistència va debilitar encara més una Aliança del Nord ja amenaçada per les divisions ètnicoreligioses i les ambicions personals, i les tropes dels talibans van aprofitar-ho progressant de manera important.
Dos dies després d'aquest assassinat, es van produir als Estats Units els Atemptats de l'11 de setembre de 2001 i El Pentàgon, causant la mort de gairebé 3000 persones. Els americans van acusar Bin Laden d'haver organitzat aquests atemptats i van exigir-ne l'extradició als talibans, els quals van refusar lliurar-lo adduint la manca de proves. George W. Bush va començar llavors a establir una coalició internacional contra el terrorisme, fet que va empènyer els Emirats Àrabs Units, l'Aràbia Saudita i més tard el Pakistan a trencar llurs relacions amb el règim talibà.
El 7 d'octubre l'aviació angloamericana va començar a bombardejar les instal·lacions d'al-Qaida així com els aeroports controlats pels talibans per tal d'assegurar-se el domini aeri de la zona. Alhora van atacar les posicions dels talibans a les línies de front i a les ciutats principals per tal de permetre la progressió terrestre de l'Aliança del Nord. Aquesta va poder avançar amb molta rapidesa i el 13 de novembre va prendre possessió de la capital.
Després, els talibans es van rendir a Kunduz i finalment, el 6 de desembre, a Kandahar, últim centre de resistència i ciutat on residia el mul·là Omar, el qual, tanmateix, va aconseguir escapar-se (així com la majoria de responsables talibans i Ossama bin Laden). La presa de Kandahar va significar la fi del règim talibà, amb la instauració d'un govern democràtic recolzat per la presència de les tropes d'una la coalició internacional, l'ISAF, sota comandament de l'OTAN. Els talibans van anunciar el 7 de desembre que abandonaven el país.

### Represa de la influència dels talibans
Després de llur desfeta davant les forces de la coalició, els talibans van retrobar gradualment la seva capacitat d'organització i ja el 2002 van proclamar l'inici d'una "guerra santa" contra del govern afganès i la coalició occidental. Al llarg de la frontera muntanyosa amb el Pakistan es van anar establint petits camps mòbils d'entrenament per a nous reclutes, la majoria dels quals provenien de les madrasses de les àrees tribals del Pakistan.
La insurrecció, a base de breus atacs de tipus guerriller, es va anar eixamplant i va adoptar nous mètodes d'acció, com ara els atacs suïcides. Alhora, a partir de l'any 2004 el conflicte es va estendre igualment al Pakistan, especialment a la regió del Waziristan. El 2006, el govern d'aquest país va reconèixer de facto l'Emirat Islàmic del Waziristan a canvi de la pau a la regió, deixant la zona sota el control de caps de tribu simpatitzants dels talibans. El mateix any, els atacs en territori afganès contra les forces governamentals i de la ISAF van augmentar notablement en intensitat i eficàcia.
El 2009, els talibans eren presents en una gran part de l'Afganistan, que comprenia l'àrea anant des d'Herat al nord-oest i Kunar al nord-est fins a Kandahar al sud. Aquest mateix any, a la vall del Swat, una altra zona al nord-oest del Pakistan, s'hi va implantar oficialment la xara segons la visió dels talibans a canvi, de nou, de la pacificació; a partir del mes de maig, però, el govern desfermà una ofensiva militar per desallotjar els talibans d'aquesta vall. A partir d'aquests fets es va incrementar violentament l'activitat terrorista, atribuïda als talibans o als seus simpatitzants, contra els civils i les autoritats pakistaneses.

### Ressorgiment

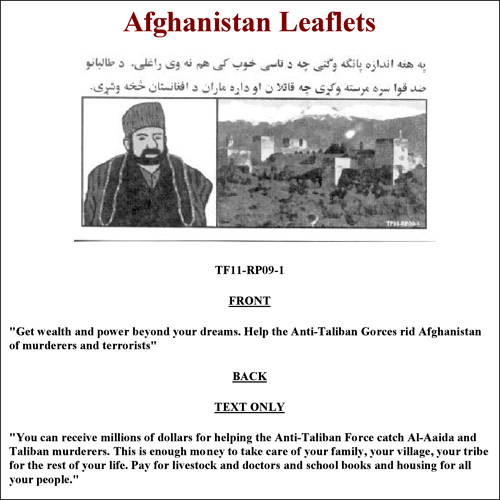
Fullet de propaganda dels Estats Units que ofereix a la gent "la riquesa i el poder més enllà dels teus somnis" i "milions de dòlars" per treballar contra els talibans.

Abans de l'ofensiva del començament d'estiu de 2006, va haver-hi disturbis al maig després d'un accident al carrer a la ciutat de Kabul. El continu suport dels grups tribals al Pakistan, el tràfic de drogues i el petit nombre de forces de l'OTAN, juntament amb la llarga història de resistència i aïllament, indicava que les forces talibanes i els dirigents estaven sobrevivint. Atacs suïcides i altres mètodes terroristes no utilitzats fins al 2001 es van fer més comuns. Els observadors van suggerir que l'erradicació de l'opi, que destrueix els mitjans de vida dels afganesos rurals, i les morts de civils causades per atacs aeris va encoratjar el ressorgiment. Aquests observadors sostenen que la política ha de centrar-se en "els cors i les ments" i en la reconstrucció econòmica, que podrien beneficiar-se de la desviació de la producció d'opi per fer la medicina. Al setembre de 2006, el Pakistan va reconèixer a l'Emirat Islàmic del Waziristan, una associació de caps del Waziristan amb estrets vincles amb els talibans, des de la força de seguretat de facto per al Waziristan. Aquest reconeixement va ser part de l'acord per posar fi a la Guerra del Waziristan, que havia cobrat un alt cost a l'Exèrcit del Pakistan, des de principis de 2004. Alguns comentaristes han vist un canvi a Islamabad des de la guerra a la diplomàcia com un reconeixement implícit del creixent poder del ressorgiment de la influència talibana en relació amb Amèrica, amb els Estats Units distret per l'amenaça de la imminent crisi a l'Iraq, el Líban i l'Iran. Altres comentaristes han vist un canvi d'Islamabad de la guerra a la diplomàcia per apaivagar el descontentament cada vegada major. A causa de l'estructura del lideratge dels talibans, el mul·là Dadullah assassinat al maig de 2007 no va tenir un efecte significatiu, a part de danyar les relacions incipients amb el Pakistan.
El 2009 una força insurgent havia sorgit en forma d'una guerra de guerrilles. Els pashtuns, amb més de 40 milions de membres (inclosos els afganesos i els pakistanesos) tenen una llarga història de la resistència a les forces d'ocupació, per la qual cosa els talibans poden comprendre només una part de la insurrecció. La majoria dels combatents talibans després de la invasió són els nous reclutes, en la seva majoria procedents de les madrasses locals. A principis de desembre, els talibans es van oferir a donar als Estats Units "garanties legals" que no permetrien a l'Afganistan a ser utilitzat per atacar a altres països. Els Estats Units van ignorar l'oferta, i van prosseguir la seva acció militar.

### Els assassinats selectius

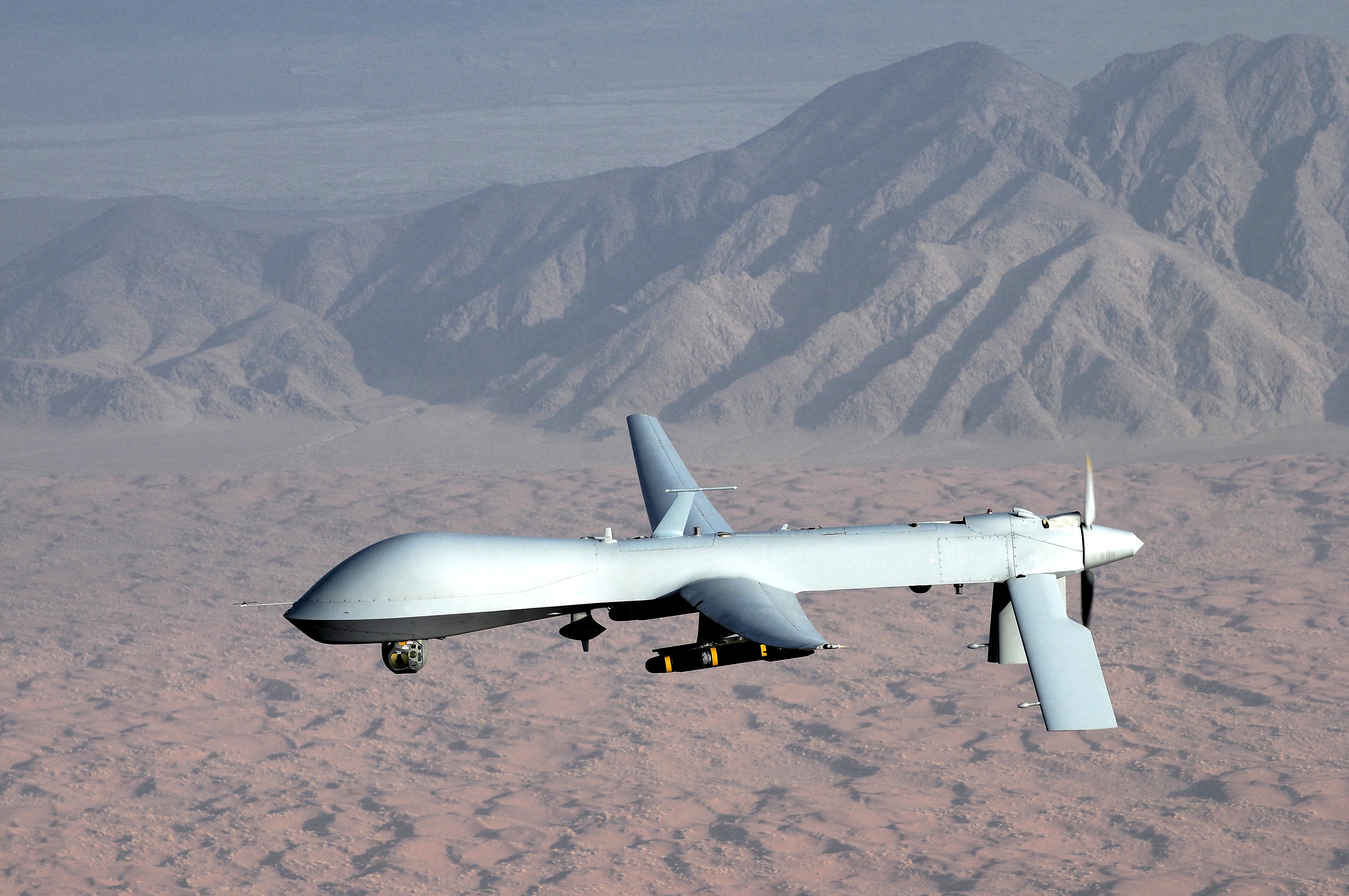
Drone, vehicle aeri no tripulat.

Els Estats Units i el Regne Unit han utilitzat "assassinats selectius", principalment per les forces SOF, i de vegades en un vehicle aeri no tripulat, per matar als líders talibans. Les forces britàniques també usen tàctiques similars, així com les forces especials del servei aeri, per eliminar comandants talibans, sobretot a la província de Helmand, Afganistan. Entre els més notables dels assassinats selectius dels talibans es troben:
- El juny de 2004, EUA va matar a Nek Mohammad Wazir, un comandant talibà i facilitador d'Al-Qaeda, juntament amb altres cinc, en un aparent atac amb MQ-1 Predator de míssils al sud del Waziristan, al Pakistan.[21]
- Al novembre de 2008, Rashid Rauf, un comandant talibà al Waziristan del Nord, britànic-pakistanès sospitós de planificar una parcel·la de 2.006 avions transatlàntics, va ser assassinat per un misíl llançat des d'un avió no tripulat dels Estats Units dut a terme per la CIA.[22][23]
- L'agost de 2009, Baitullah Mehsud, el líder del grup paraigües talibans, Tehrik-i-Taliban Pakistan (TTP), que es forma a partir d'una aliança de cinc grups pro-talibans, que es creu que han manat fins a 5.000 combatents i han estat darrere de nombrosos atacs al Pakistan, entre ells l'assassinat de Benazir Bhutto, va ser assassinat (juntament amb un tinent dels talibans, set guardaespatlles, la seva esposa, la seva mare i sogre). La Divisió d'Activitats Especials d'avions no tripulats de la CIA va realitzar l'atac amb míssils contra la casa del seu pare al sud del Waziristan, on s'allotjava.[24]
- Des de l'Operació Herrick de l'any 2002, les forces especials britàniques van matar almenys a 50 caps talibans en els assassinats selectius a la província de Helmand, que en el Regne Unit van ser rebuts de forma positiva i negativament pels mitjans de comunicació. Una mort concreta, pel cap Craig Harrison (franctirador) de la Cavalleria Reial, encara que al principi era una operació secreta, es va revelar més tard que ha trencat el rècord de franctirador que va causar la seva mort a major distància, a una distància de 2.475 m.[25] Encara que aquesta forma d'atacs va derivar en diversos incidents on van ser bombardejades escoles i assassinats innocents.

### Atemptats terroristes
Entre el 2003 i el 2009, els talibans van tancar totes les escoles privades i es va prohibir l'educació de les nenes al Pakistan sota el seu control. El 9 d'octubre de 2012, Malala Yousafzai va ser atacada per pretendre estudiar i per defensar el dret de les nenes a estudiar, a Mingora. Va quedar greument ferida. El 2014 li van lliurar el Premi Nobel de la Pau.
El 21 de març de 2014 es va produir un atac terrorista a l'Hotel Asserena de Kabul amb un saldo de nou morts i nombrosos ferits.
El 16 de desembre de 2014, milicians talibans pakistanesos van entrar armats en una escola de nens al Pakistan i van assassinar 145 persones, la majoria nens. L'atemptat terrorista a Peshawar va deixar altres 114 ferits. L'atemptat va ser reivindicat pel Tehrik i Taliban Pakistan.

### Col·lapse de les converses de pau
L'abril de 2016, el president Ashraf Ghani va admetre el fracàs dels governs afganesos en els seus intents d'iniciar converses de pau amb els talibans, i les va tallar, dificultades per la integració de les Xarxa Haqqani en el lideratge talibà. El juliol de 2016 el nou líder dels talibans, Haibatullah Akhundzada, va dir que un acord de pau era possible si el govern de Kabul renunciava als seus aliats estrangers.
El setembre de 2020, el govern afganès va alliberar més de 5.000 presoners talibans, inclosos 400 condemnats per delictes importants com assassinat, en el marc de l'Acord de Doha de 2020 entre els Estats Units i els talibans. Molts dels veterans alliberats van tornar al camp de batalla per reforçar els talibans.

### Retirada nord-americana i ofensiva dels talibans
El president dels Estats Units d'Amèrica Joe Biden va anunciar el 14 d'abril de 2021 que les tropes nord-americanes es retirarien d'Afganistan entre l'1 de maig i l'11 de setembre, allargant el termini inicial pactat amb els talibans que acabava l'1 de maig, i el 4 de maig els talibans llancen una ofensiva contra les forces afganeses al sud de Helmand i sis províncies més. L'onze de maig els talibans capturen Nerkh, a prop de Kabul i la violència s’intensifica a 26 de les 34 províncies del país.
El 22 de juny els combatents talibans llancen una sèrie d'atacs al nord del país, lluny de les tradicionals fortaleses del sud, i controlen més de 50 dels 370 districtes. El 2 de juliol les tropes nord-americanes es retiren de la seva base de Bagram, posant punt-i-final efectiu a la intervenció dels Estats Units a la guerra, i el 21 de juliol els talibans ja controlen la meitat dels districtes de l'estat, i el 6 d'agost prenen Zaranj, al sud del país, sent la primera capital de província que cau en mans dels talibans en anys, i nou més ho fan els dies següents, incloent Kunduz, al nord. El 15 d'agost el president Ashraf Ghani fuig del país.

### Govern dels talibans
Amb la victòria dels talibans l'agost de 2021, Haibatullah Akhundzada es va convertir en el líder suprem a l'Afganistan i Muhàmmad Hàssan Akhund fou nomenat primer ministre.